# Exposition universelle de 1906
L'Expo 1906 ou Exposition internationale du Simplon est une Exposition universelle qui s'est tenue à Milan du 28 avril au 11 novembre 1906.
Le site retenu se situait derrière le château des Sforza (l'actuel Parco Sempione, où, en 1923, la FieraMilanoCity fut installée).
Le thème choisi fut celui des transports. Pour l'occasion, les 13 millions de lires investis de l'époque permirent la réalisation de nombreuses et nouvelles constructions parmi lesquelles l'aquarium municipal (it). L'Exposition reçut 35 000 exposants en provenance de 40 pays et accueillit plus de 5 millions de visiteurs.
L'affiche emblématique de l'Exposition, conçue par Leopoldo Metlicovitz, célébrait l'achèvement de la percée transalpine du tunnel du Simplon (Sempione en italien, d'où le parc tire son nom), rendant possible la première liaison ferroviaire directe entre Milan et Paris.